# 龐曹聖玉
曹聖玉博士，（TSO Shing Yuk, Alice DBA, MHA, FACHSE, FHKAN, FHKIoD, RN, RM（1949年—），又名龐曹聖玉，其丈夫是牙醫龐可榮醫生，兒子是眼科醫生龐朝輝。 
龐曹聖玉早年就讀協恩中學（1967年中五），曾參加香港無綫電視節目《婦女新姿》所舉辦的1987年度《香港太太競選》，並於同年4月5日當選成為冠軍，亦一度為《婦女新姿》的節目主持。 
曹聖玉曾是伊利沙伯醫院護理總經理，亦是香港自由黨黨員。早年因參選關係，已與丈夫一起退黨。
2010年至2012年間，於中國寧波籌組及規劃全國首家中外合資醫院—慈林醫院，並出任首席執行官。
現為臨時香港護理專科學院常務委員暨籌款事務委員會主席，同時為香港護理及衞生管理學院 （页面存档备份，存于）院長。

## 參選紀錄
- 2012年香港立法會選舉參選衛生服務界未能當選。
- 2007年香港區議會選舉參選灣仔區議會渣甸山選區未能當選。
- 2000年香港立法會選舉參選衛生服務界未能當選。
- 1999年香港區議會選舉參選灣仔區議會渣甸山選區成功當選。
- 1998年香港立法會選舉參選香港島選區未能當選。
- 1995年香港立法局選舉參選衛生服務界未能當選。
- 1994年香港區議會選舉參選灣仔區議會渣甸山選區成功當選。